# Isabel Wassing
Isabel Wassing (* 20. November 2002 in Ahaus) ist eine deutsche Sportschützin im Wurfscheibenschießen in der Disziplin Skeet.

## Leben und Karriere
Wassing nahm 2019 erstmalig an der Deutschen Meisterschaft in München teil und wurde Siebte in ihrer Altersklasse, mit der Mannschaft holte sie Bronze. Gleichzeitig schaffte sie die Aufnahme in den Juniorenkader. Bedingt durch die Corona-Pandemie war ihr erster internationaler Wettkampf erst 2021 zur Junioren-Weltmeisterschaft in Lima möglich, wo sie gemeinsam mit ihren Mannschaftskolleginnen Annabella Hettmer und Emilie Bundan Weltmeisterschafts-Dritte wurde. Bei der Europameisterschaft 2022 in Larnaka wurde sie Doppel-Vizeeuropameisterin im Einzel und mit der gleichen Mannschaft wie im Vorjahr.